# Олимпийский комитет Перу
Олимпийский комитет Перу (исп. Comité Olímpico Peruano; уникальный код МОК — PER) — организация, представляющая Перу в международном олимпийском движении. Штаб-квартира расположена в Лиме. Комитет основан в 1924 году, в 1936 году был принят в МОК, является членом ПАСО, организует участие спортсменов из Перу в Олимпийских, Панамериканских играх и других международных соревнованиях.